# Терентьев, Николай Алексеевич (генерал)
Николай Алексеевич Терентьев (1 мая 1800 — 3 октября 1863) — русский военный деятель, генерал-лейтенант (1862), начальник артиллерийского управления Морского министерства (1855—1863). На протяжении многих лет Терентьев был одним из руководителей русской морской артиллерии, преподавал связанные с артиллерией дисциплины в Морском кадетском корпусе (1829—1847), участвовал в рассмотрении новых образцов артиллерийских орудий для Морского министерства, и т.д. 

## Биография
Родился в 1800 году. В возрасте 11 лет поступил юнгой в морскую артиллерию. Всего через год (9 октября 1812 года) был произведен в канониры 1-й статьи, еще через год — в бомбардиры, которым оставался до 1819 года, когда был повышен до констапеля и почти одновременно с этим был назначен преподавателем математики, военных наук и черчения юнкерам и унтер-офицерам Корпуса морской артиллерии.
Теоретические и практические познания Терентьева в области изготовления морского вооружения обратили на него внимание начальства, и в 1822 году его наблюдению была поручена портовая мастерская станков и других принадлежностей для орудий судовой артиллерии. Произведенный в 1826 году в унтер-лейтенанты (младшие лейтенанты) и через три года в лейтенанты, Терентьев в середине 1829 года был назначен преподавателем теории и практики морской артиллерии гардемаринам Морского корпуса, причём, вплоть до 1832 года, наряду с новой работой в Морском корпусе, продолжал преподавать и юнкерам.
Одновременно, в 1830 году Терентьев стал делопроизводителем комитета Морского министерства для рассмотрения конструкции морских орудий, и занимал эту должность 10 лет, вплоть до 1840 года, а с 1832 года являлся и главным чертёжником артиллерийского департамента морского министерства.
Переименованный в январе 1831 года в поручики корпуса морской артиллерии, практически сразу же произведённый в штабс-капитаны, затем (в декабре 1832 года) — в капитан-лейтенанты, Терентьев  был награждён за свою работу несколькими орденами, а в 1842 году пожалован перстнем с бриллиантами за составленные для его императорского высочества генерал-адмирала (которому тогда было 15 лет) чертежи по морской части.
В 1846 года Терентьев из главных чертёжников был повышен до вице-директора артиллерийского департамента Морского министерства. В 1847 году он оставил преподавание, сосредоточившись на работе в Морском министерстве. В 1849 году был повышен до полковника.
Осенью 1854 года стал и.д. директора а в 1855 году — директором департамента, и в том же году был произведён в генерал-майоры и назначен, в дополнение к первой должности, инспектором корпуса морской артиллерии, однако, от этой должности в 1857 году попросил себя освободить, всецело сосредоточившись на работе директора департамента.
В 1860 году был переименован в начальники артиллерийского управления. В 1862 году был произведён в генерал-лейтенанты. Участвовал в работе Временного артиллерийского комитета, учрежденного в 1850 году под председательством великого князя Константина Николаевича, и комиссии по выработке проекта нового морского устава.
Скончался в 1863 году.